# Гай Валерий Антонин
Гай Валерий Антонин (лат. Gaius Valerius Antoninus) — римский политический деятель начала IV века.
Между 303 и 305 годом Антонин находился на посту ответственного за поступления налогов и сборов в казну в Нумидии и Мавретании. В 305—306 годах он занимал должность презида Нумидии Циртенской. Известно, что во время управления Антонином этой провинцией был отреставрирован акведук в Макомаде.